# Channa marulioides
Channa marulioides е вид бодлоперка от семейство Channidae. Видът не е застрашен от изчезване.

## Разпространение
Разпространен е в Индонезия (Калимантан) и Малайзия (Западна Малайзия, Сабах и Саравак).